# HERA
HERA (нем. Hadron-Elektron-Ringanlage или англ. Hadron-Electron Ring Accelerator) — в настоящее время остановленный ускоритель в DESY в городе Гамбург. Его работа началась в 1992 году. Кольцевой тоннель HERA находится под землёй на глубине 15-30 метров и имеет протяжённость 6,3 км. На HERA проводились столкновения электронов или позитронов с протонами с энергией 314 ГэВ в системе центра масс. Он стал первым и до сих пор остаётся единственным лептон-протонным коллайдером.
HERA успешно выполнил свою физическую программу и был остановлен 30 июня 2007 года. После остановки HERA, начался демонтаж детекторов, установленных на ускорителе, сам же ускоритель до сих пор находится в тоннеле. Желающие могут посетить его, посетив одну из проводимых лабораторией экскурсий. Предварительный ускоритель, бустерный синхротрон PETRA, из которого инжектировались электроны в коллайдер, в настоящее время перестроен в источник синхротронного излучения.